# EN 60601-2-40
Die EN 60601-2-40 mit dem Titel „Medizinische elektrische Geräte – Teil 2-40: Besondere Festlegungen für die Sicherheit von Elektromyographen und Geräten für evozierte Potentiale“ ist Teil der Normenreihe EN 60601.
Herausgeber der DIN-Norm DIN EN 60601-2-40 ist das Deutsche Institut für Normung.
Die Norm basiert auf der internationalen Fassung IEC 60601-2-40. Im Rahmen des VDE-Normenwerks ist die Norm als VDE 0750-2-40 klassifiziert, siehe DIN-VDE-Normen Teil 7.
Diese Ergänzungsnorm regelt allgemeine Festlegungen für die Sicherheit, Prüfungen und Richtlinien von Elektromyographen und Geräten für evozierte Potentiale. Zweck ist es, Merkmale der Basissicherheit sowie Prüfungen zu beschreiben und zusätzlich Anleitungen für ihre Anwendung zu geben.

## Gültigkeit
Die deutsche Ausgabe 12.1998 ist ab ihrem Erscheinungsdatum als Deutsche Norm angenommen.
- Die aktuelle Fassung (12.1998) ist korrespondierend mit der 2. Ausgabe der DIN EN 60601-1 anzuwenden.
- Es wurde noch kein Entwurf zur korrespondierenden Anwendung mit der 3. Ausgabe der DIN EN 60601-1 veröffentlicht.

## Zusatzinformation
Folgende geänderte Anforderungen sind in der EN 60601-2-40 enthalten (Auszug):
- Genauigkeit der Betriebsdaten und Schutz vor gefährlichen Ausgangswerten
- Elektromagnetische Verträglichkeit (EMV)